# Cailliella praerupticola
Cailliella praerupticola Jacq.-Fél. – gatunek rośliny z  monotypowego rodzaju Cailliella Jacq.-Fél. z rodziny zaczerniowatych (Melastomataceae). Występuje endemicznie w Gwinei, w prefekturach Coyah, Dubréka i Forécariah. Zasiedla tarasy piaskowcowe na szczytach klifów płaskowyżu Benna i Kounounkan.

## Morfologia
PokrójKrzewy o wysokości do 1,5 metra, silnie rozgałęzione.
PędyNiemal kanciaste, dystalnie cylindryczne.
LiścieUlistnienie naprzeciwległe. Blaszki liściowe podługowato-lancetowate, długości 5–6 cm i szerokości 1,3–1,6 cm.
KwiatyPojedyncze, siedzące, wyrastające na wierzchołkach pędów. Kielich rurkowaty na długości do 15 mm, powyżej wolny. Działki kielicha trwałe, o długości 7–8 mm. Płatki korony odwrotnie jajowate, długości 2 cm, jasnofioletowe. Kwitną od marca do kwietnia, po opadnięciu liści. Owocują od maja do czerwca.

## Zagrożenie i ochrona
Gatunek ujęty w Czerwonej księdze gatunków zagrożonych IUCN ze statusem gatunek zagrożony (EN). Szacuje się, że istnieje od 100 do 250 dojrzałych osobników tego gatunku. Są one zagrożone przez występujące w Gwinei pożary oraz degradację siedlisk.